# Harcmistrz Rzeczypospolitej
Harcmistrz Rzeczypospolitej (hm. RP) – najwyższy przedwojenny harcerski stopień instruktorski.

## Historia
Pierwszy, jednolity system stopni instruktorskich ustanawiał rozkaz L. 29 z dnia 25 czerwca 1920. Odtąd instruktorzy dzielili się na harcmistrzów i podharcmistrzów. Ustanowiono także stopień przodownika, zarezerwowany dla kandydatów na instruktorów.
VI Zjazd Walny ZHP w czerwcu 1927 zniósł stopień przodownika, pozostawiając tylko stopień instruktorski harcmistrza oraz próbny stopień podharcmistrza. Aby zachować trójdzielny system stopni, Naczelnik ZHP rozkazem L.19 z dnia 7 grudnia 1927 dopisał nowy stopień harcmistrza Rzeczypospolitej:
| Stopień | 1920-26       | Od 1927       |
| ------- | ------------- | ------------- |
| I       | harcmistrz    | harcmistrz RP |
| II      | podharcmistrz | harcmistrz    |
| III     | przodownik    | podharcmistrz |

Reforma polegała na podmianie dawnych nazw stopni na nowe. Nowy system nie wszedł jednak do powszechnego użytku. Co prawda poprzedni harcmistrze, po krótkiej weryfikacji, zostali automatycznie awansowani przez swoje główne kwatery na harcmistrzów RP, nigdy jednak nie nadano nikomu więcej tego stopnia. W zwykłym użytku pozostały znowu dwa stopnie (phm. i hm.), z czego tylko jeden z nich – harcmistrz – pozwalał uzyskać pełnię uprawnień członkowskich.
Ostatecznie nadawanie stopnia harcmistrza RP zostało zawieszone rozkazem Naczelnictwa z 1928, w którym stwierdzono, że powinien on pozostać stopniem honorowym, wyróżniającym założycieli polskiego harcerstwa.

## Posiadacze
Stopień harcmistrzyni Rzeczypospolitej i harcmistrza Rzeczypospolitej uzyskały wówczas (automatycznie) wszystkie harcmistrzynie i harcmistrze, a mianowicie:
- Jadwiga Falkowska
- Helena Grażyńska
- Olga Drahonowska-Małkowska
- Maria Wocalewska
- Henryk Glass
- Adolf (Zbigniew) Heidrich
- Tadeusz Maresz
- ks. Jan Mauersberger
- Piotr Olewiński
- Eugeniusz Piasecki
- Stanisław Sedlaczek
- Tadeusz Strumiłło

Stopień był oznaczany mniejszą podkładką czerwoną na białej pod krzyżem harcerskim i czerwoną lilijką starszyzny na rękawie munduru z dwoma poprzecznymi srebrnymi paskami.

## Współczesność
Zgodnie z prawem wszelkie nadania stopnia harcmistrza Rzeczypospolitej nie są już możliwe. Nie przeszkadzało to jednak obwoływać wybitnych, współczesnych instruktorów harcmistrzami Rzeczypospolitej.
Po II wojnie światowej po raz pierwszy godność harcmistrza Rzeczypospolitej otrzymał symbolicznie hm. Stanisław Broniewski podczas kominka na Zlocie 75-lecia harcerstwa we wrześniu 1986 w Częstochowie, organizowanym przez nielegalny Ruch Harcerski.
W dniu 16 października 2004 przewodniczący ZHR Kazimierz Wiatr nadał pośmiertnie stopień harcmistrza Rzeczypospolitej Tomaszowi Strzemboszowi. Miało to wymiar symboliczny i honorowy, tym bardziej że przepisy ZHR nie przewidują stopnia harcmistrza RP.
W dniu 26 listopada 2009 rozkazem L. 11/09 Naczelnik Harcerzy Związku Harcerstwa Polskiego poza granicami Kraju hm. Andrzej Borowy przywrócił do jednorazowego użytku stopień harcmistrza Rzeczypospolitej i nadał go druhowi prezydentowi Ryszardowi Kaczorowskiemu.